# 70 Batalion Saperów
70 batalion saperów (70 bsap) – samodzielny pododdział wojsk inżynieryjno-saperskich ludowego Wojska Polskiego. 
Terytorialnie należał do Krakowskiego Okręgu Wojskowego.
Wchodził w skład 12 Korpusu Piechoty (1951-1953), a następnie 12 Korpusu Armijnego (1953-1955). We wrześniu 1955 roku został rozformowany.
Stacjonował w Niepołomicach.